# Donn A. Starry

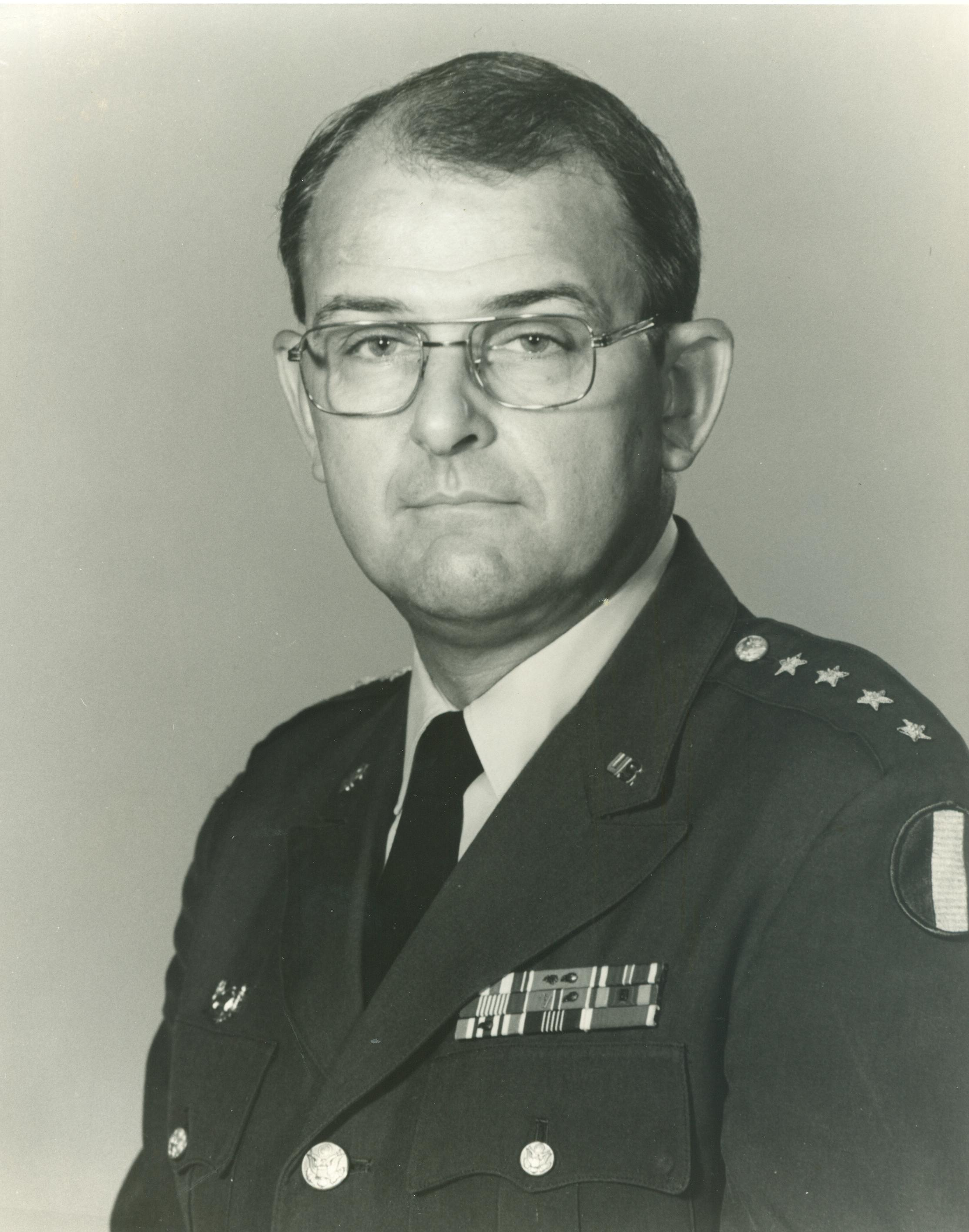
General Donn A. Starry

Donn Albert Starry (* 31. Mai 1925 in New York City; † 26. August 2011 in Canton, Ohio) war ein US-amerikanischer General der US-Army und Militärhistoriker, der nach den Konflikten in Südostasien während des Vietnamkrieges und des Kalten Krieges eine Doktrin zur Kriegsführung für die US Army erarbeitete.

## Leben

### Militärische Ausbildung und Korps-Kommandeur in Deutschland
Starry wuchs in Kansas City auf, wo sein Vater Kompaniechef der Nationalgarde von Kansas war. Bereits als Kind nahm er mit seinem Vater an Ausbildungslagern in Fort Riley teil und entwickelte dort eine tiefe Bewunderung für die Offiziere der Kavallerie, die sich erst um ihre Pferde, dann um andere und zuletzt um sich selbst kümmerte. 1931 wurde er im Alter von sechs Jahren Ehren-Leutnant der Nationalgarde von Kansas und nahm später als Jugendlicher an Rodeowettbewerben in Kansas City teil.
1943 trat er in die US Army ein und schloss 1948 seine Ausbildung an der US Military Academy in West Point (New York) ab. Später absolvierte er ein Studium im Fach Internationale Beziehungen an der George Washington University und schloss dieses mit einem Master of Arts (M.A. International Affairs).
Anschließend stieg er während des Kalten Krieges innerhalb der US Army auf und übernahm später Kommandeursposten in der Bundesrepublik Deutschland sowie als Kommandeur des 11. Gepanzerten Kavallerieregiments (11th Armored Cavalry Regiment) von 1969 bis 1973 während des Vietnamkrieges. Für seine heldenhafte Tat vom 5. Mai 1970 während des Einmarschs in Kambodscha wurde er mit der Soldatenmedaille ausgezeichnet. An diesem Tag rettete er den späteren General Frederick M. Franks junior, der zwischen 1991 und 1994 ebenfalls Kommandeur des TRADOC war, vor einer Granate der nordvietnamesischen Artillerie. Dabei wurde er selbst an der Brust verletzt, während Franks ein Bein verlor, aber am Leben blieb. Im Anschluss telefonierten die beiden jährlich am 5. Mai und nannten sich selbst „the friends of the Fifth of May“.
Im Anschluss war er zuerst von 1973 bis 1976 Kommandeur der US Army Armor School in Fort Benning, ehe er anschließend Kommandierender General des V. US-Korps in Heidelberg wurde.

### Kommandeur des TRADOC und AirLand Battle Doctrine
Am 1. Juli 1977 wurde Starry zum Kommandeur des United States Army Training and Doctrine Command (TRADOC) in Fort Monroe ernannt und war damit nach General William E. DePuy erst der zweite Kommandeur dieses erst im Juli 1973 eingerichteten sogenannten Major Command.
In dieser Verwendung entwickelte er die Luft-Land-Schlacht-Doktrin (AirLand Battle Doctrine), eine aus dem Kalten Krieg entwickelte Strategie zur Auseinandersetzung mit der Sowjetunion sowie den Staaten des Ostblocks. Vor der Entwicklung dieser Doktrin operierte die US Army aufgrund einer als Doktrin der aktiven Verteidigung (Active Defense Doctrine) bekannten Strategie. Diese basierte auf dem Konzept einer kleinen, aber hochtechnisierten und agilen Streitmacht, die die erste Welle eines großangelegten konventionellen Angriffs durch die Sowjetunion in Westeuropa zurückschlagen konnte.
Starry gestaltete diese Strategie um: In seinem Plan waren, wie sich bereits aus dem Namen der Strategie ergibt, Luft- und Landstreitkräfte integriert. Darüber hinaus vergrößerte die AirLand-Battle-Doktrin das Gefechtsfeld und schaute über die Kriegsfront hinaus, in dem durch Kampfhubschrauber und präzisionsgelenkte Munition der Feind von hinten angegriffen werden sollte.
Als Kommandeur von TRADOC gründete er auch das Combat Studies Institute in Fort Leavenworth, ehe er am 1. August 1981 auf der MacDill Air Force Base Kommandeur des US Readiness Command wurde, das Armee- und Luftwaffeneinheiten auf Überseeeinsätze vorbereitete. 1983 wurde er in den Ruhestand verabschiedet.
Im Laufe seiner militärischen Laufbahn wurde Starry mit mehreren weiteren Orden ausgezeichnet und erhielt unter anderem die Defense Distinguished Service Medal, zweimal die Distinguished Service Medal, den Silver Star, dreimal den Legion of Merit, den Bronze Star sowie das Purple Heart.
Seine Luft-Land-Schlacht-Doktrin kam Anfang der 1990er Jahre im Zweiten Golfkrieg am Persischen Golf erfolgreich zum Einsatz, als US-Streitkräfte die irakische Armee überwältigte. Die von Starry erarbeitete Doktrin wurde erst später durch den Krieg gegen den Terror überholt aufgrund der sich ändernden Kriegführung und dem Anwachsen der Bekämpfung von Aufständen.
Starry starb an den Folgen einer seltenen Krebserkrankung. In einer Würdigung bezeichnete ihn der Direktor des U.S. Army Military History Institute, Conrad Crane, als einen der „intellektuellen Giganten, der die US Army nach Vietnam umkrempelte“.

## Auszeichnungen
Auswahl der Dekorationen, sortiert in Anlehnung der Order of Precedence of Military Awards:
- Defense Distinguished Service Medal
- Army Distinguished Service Medal (2 ×)
- Silver Star
- Legion of Merit (3 ×)
- Distinguished Flying Cross
- Soldier’s Medal
- Bronze Star
- Purple Heart
- Air Medal (10 ×)
- Joint Service Commendation Medal (2 ×)
- Army Commendation Medal

## Veröffentlichungen
- Mounted Combat In Vietnam, Vietnam Studies 1989, Department of the Army